# Максим Грусо
Максим Грусо (фр. Maxime Grousset; Нумеа, 24. септембар 1999) француски је пливач чија специјалност су спринтерске трке слободним и делфин стилом. 

## Спортска каријера
Грусо је пливање почео да тренира као петогодишњи дечак у локалном пливачком клубу CN Caledoniens из Нумее. Почетком 2016. преселио се у Париз, да би сите године и дебитовао на међународној сцени пливајући у штафети 4×100 слободно на европском јуниорском првенству у Дебрецину. И наредне године се такмичио у јуниорској конкуренцији, освојивши две бронзе на европском првенству у Нетанији и сребро на светском првенству у Индијанаполису. 
Први званични наступ на неком од међународних сениорских такмичења у великим базенима имао је на европском првенству у Глазгову 2018. где је као члан мешовите штафете 4×100 слободно освојио златну медаљу, иако је пливао само квалификациону трку (заједно са Стравијусом, Фабре и Гасталдело). 
На светским првенствима у великим базенима дебитовао је у корејском Квангџуу 2019. где је пливао у три дисциплине. Најбољи резултат је остварио у микс штафети 4×100 слободно која је освојила бронзану медаљу у финалу, а за коју је Грусо пливао у квалификацијама. Трку на 50 делфин завршио је на 14. месту у полуфииналу (време 23,41 сек), док је на 50 слободно био укупно девети у полуфиналу (испливавши лични рекорд у времену 21,86 секунди).  